# Askörs kobben
Askörs kobben är en klippa i Finland.   Den ligger i kommunen Pargas i den ekonomiska regionen  Åboland  och landskapet Egentliga Finland, i den sydvästra delen av landet, 210 km väster om huvudstaden Helsingfors.
Terrängen runt Askörs kobben är mycket platt.  Närmaste större samhälle är Gustavs, 11,5 km nordost om Askörs kobben. 